# Deborah Iurato (EP)
Deborah Iurato è il primo EP della cantante italiana omonima, pubblicato il 13 maggio 2014 dalla Sony Music.

## Tracce
1. Danzeremo a luci spente – 3:23 (Federica Abbate, Raffaele Morra, Massimiliano Riolfo)
2. I primi 60 secondi – 3:34 (Dario Faini, Alessandro Raina)
3. Piccole cose – 3:42 (Lorenzo Vizzini)
4. Anche se fuori è inverno – 3:52 (Fiorella Mannoia, Bungaro, Cesare Chiodo)
5. Ogni minimo dettaglio – 3:14 (Cheope, Federica Abbate, Massimiliano Riolfo)
6. L'oro di cui siamo fatti – 3:51 (Dario Faini, Alessandro Raina)
7. A volte capita – 2:50 (Federica Abbate)

## Formazione
- Deborah Iurato – voce
- Nicolò Fragile – tastiera, basso, programmazione
- Valeriano Chiaravalle – tastiera, programmazione
- Placido Salamone – chitarra
- Davide Aru – chitarra
- Cesare Chiodo – basso
- Luca Visigalli – basso
- Diego Corradin – batteria
- Francesco Corvino – batteria
- Matteo Di Francesco – batteria
- Carlo Di Francesco – percussioni

## Classifiche
| Classifica (2014) | Posizione massima |
| ----------------- | ----------------- |
| Italia            | 2                 |